# سید حمیدرضا کاظمی
سید حمیدرضا کاظمی (زادۀ ۱۳۴۲ در واشیان_پلدختر) سیاستمدار نماینده دوره‌های دهم، یازدهم و دوازدهم مجلس شورای اسلامی در حوزه انتخابیه پلدختر و معمولان است. در سال ۴۳ متولد شد در روستای تخته شیر واشیان از توابع بخش مرکزی شهرستان پلدختر در خانواده‌ای روستایی و کشاورز و دامدار و سادات و مذهبی متولد شد. دوران ابتدایی را در همان روستای محل تولد(تخته شیرواشیان) سپری کرد ،چون در روستا دوره راهنمایی نبود، مجبور به حضور در پلدختر برای تحصیل شد به همین دلیل خانواده نیز به فکر هجرت به شهر جهت ادامه تحصیل فرزندان شدند.
سال‌های ابتدایی ورود به شهر مصادف با سال ۵۷ و تظاهرات علیه رژیم ستمشاهی بود که در بین دانش‌آموزان ایشان نیز فعالیت هایش را شروع کرد و در تظاهرات‌ها علیه رژیم ستم شاهی شرکت نمودند.
پس از پیروزی انقلاب اسلامی در انجمن اسلامی مدرسه به فعالیت‌های مذهبی و فرهنگی ادامه داد. در سال‌های اول انقلاب که جنگ به کشور تحمیل شد و با توجه به واجب کفایی بودن حضور در جبهه های جنگ حق علیه باطل از طرف حضرت امام(ره) مرجع تقلید و رهبر کبیر انقلاب اسلامی اعلام شده بود دانش آموز دوره راهنمایی بود که جهت حضور در جنگ به صورت داوطلبانه به همراه تعدادی از همکلاسی‌ها و عموی شهیدش به جبهه‌های حق علیه باطل شتافت.
اولین بار که جهت حضور در جبهه ثبت نام کردند جهت سازماندهی و اعزام در پادگان امام حسین( ۱۲ برجی) سپاه پاسداران حضور پیدا کردند که فرماندهان و مسئولین اعزام به جهت صغر سن از حضور ایشان ممانعت کردند و گفتند که انشاءالله در دوره‌های بعدی شما را اعزام خواهیم کرد، فرمانده ایشان را به جهت داشتن جثه کوچک از صف بیرون کشید و به او گفت که انشاءالله در اعزام‌های بعدی که بزرگتر شدی ما شما را با خود همراه خواهیم برد در همین حین یکی فرمانده را صدا زد و با ایشان کاری داشت وقتی که فرمانده به آن طرف رفت یکی از رزمندگان به او می‌گوید که بگو من آموزش دیده‌ام  و تیراندازی و کار با اسلحه را بلدم که اگر این را بگویی احتمالاً با شما موافقت خواهد کرد وقتی فرمانده برگشت به او می‌گوید مگر نگفتم که شما باید بروید وی به ایشان می‌گوید که من آموزش دیده‌ام و با اسلحه کار کرده‌ام فرمانده با شنیدن حرف ایشان او را به صف اعزام برگرداند.
ایشان با اعتماد مردم شریف پلدختر و‌معمولان سه دور پیاپی نماینده آن‌ها شدند.